# Dia d'acció de gràcies
L'Acció de gràcies (en anglès Thanksgiving day i en francès Action de grâce) és una festivitat anual per agrair (tradicionalment a Déu) la collita de la temporada. Als Estats Units se celebra el quart dijous de novembre. Al Canadà se celebra el segon dilluns d'octubre. Al Regne Unit l'acció de gràcies és un altre nom pel festival de la collita que organitzen les esglésies del país, encara que no és un esdeveniment tan sonat com a les Amèriques. A l'Amèrica del Nord aquesta festivitat commemora la supervivència dels colonitzadors amb el suport dels amerindis nord-americans. El president Abraham Lincoln la va oficialitzar com a festa nacional el 1863 durant la guerra civil dels Estats Units. Al Canadà es va oficialitzar el 1879. Tot i els orígens religiosos de la celebració, és considerada com una festivitat secular.

## Història
El dia d'Acció de Gràcies a Amèrica del Nord té els seus orígens en una barreja de tradicions europees i tradicions aborígens americanes. A Europa, els festivals es duien a terme abans i després dels cicles de collita per agrair per una bona collita, i per celebrar després del dur treball juntament amb la resta de la comunitat. En aquesta època, els nadius americans també celebraven el final de la collita. Quan els europeus van arribar al que seria Amèrica per primera vegada, van portar les seves pròpies tradicions (festes de la collita) del seu continent, celebrant el final del seu viatge, la pau i la bona collita. Encara que els orígens del dia d'Acció de Gràcies són similars al Canadà i als Estats Units, els estatunidencs no solen celebrar les contribucions fetes a l'illa de Terranova, mentre que els canadencs no celebren les contribucions a Plymouth, Massachusetts. El lloc més comú és als Estats Units.

### Al Canadà

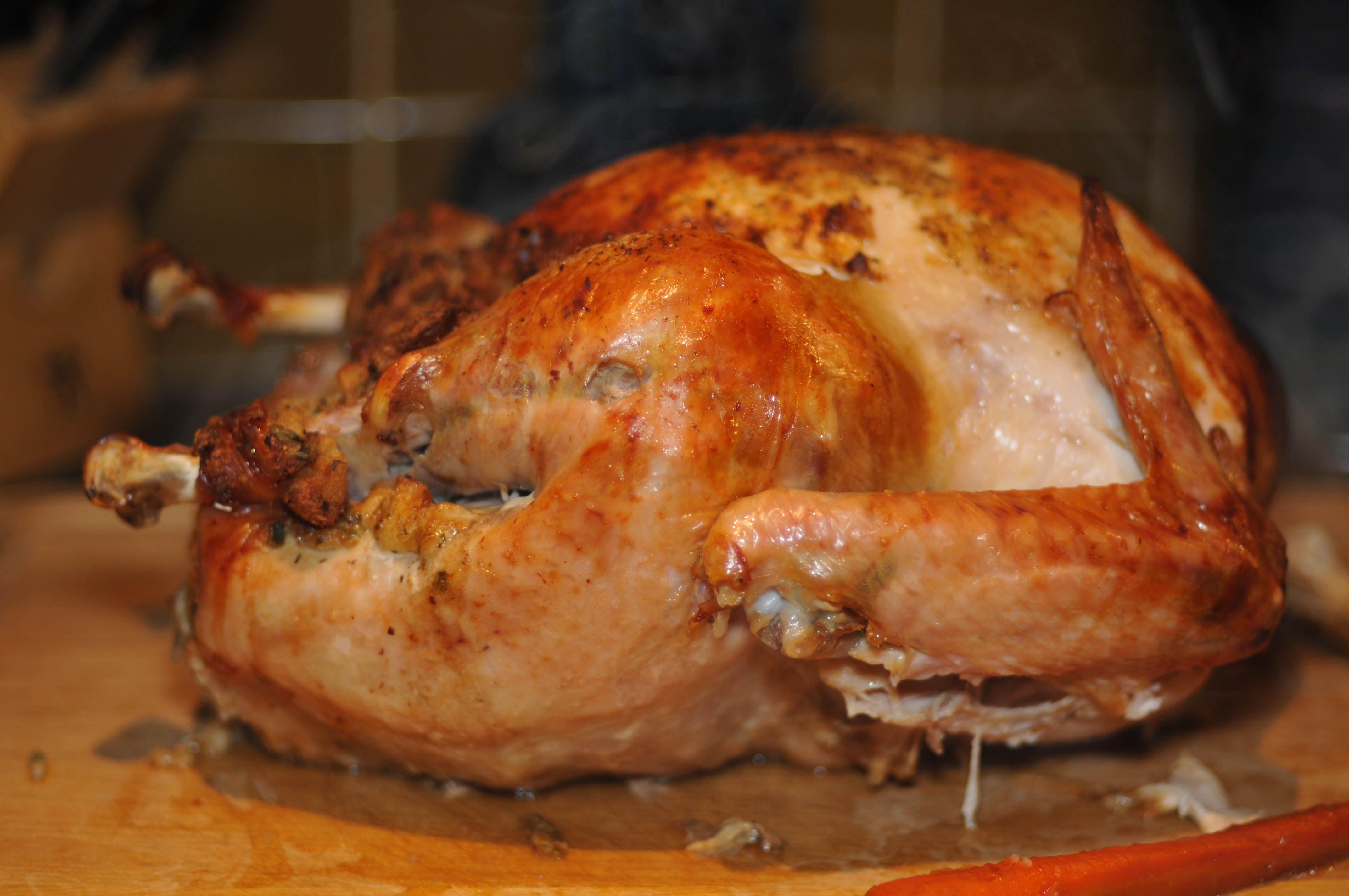
Gall d'indi rostit.

L'origen del primer dia d'Acció de Gràcies al Canadà es remunta a l'explorador Martin Frobisher, qui va buscar un passatge pel nord cap a l'oceà Pacífic. Frobisher no celebrà el dia per la collita, sinó que agraïa haver sobreviscut al llarg viatge des d'Anglaterra a través de mars tempestuosos i plens d'icebergs. En el seu tercer i últim viatge a aquestes regions el 1578, Frobisher va dur a terme una cerimònia formal en l'actual badia de Frobisher, illa de Baffin (actualment Nunavut) per donar les gràcies a Déu, més tard, van celebrar la comunió en un servei dut a terme pel ministre Robert Wolfall, el primer servei religiós d'aquest tipus a la regió. Anys després, la tradició de la festa va continuar a mesura que van anar arribant més habitants a les colònies al Canadà.
La festivitat més comuna és la dels Estats Units
Els orígens del dia d'Acció de Gràcies al Canadà també poden remuntar-se a principis del segle xvii, quan els francesos van arribar a Nova França amb l'explorador Samuel de Champlain i van celebrar les seves collites reeixides. Els francesos de la zona solien tenir festes al final de la temporada de collites i continuaven celebrant durant l'hivern, i fins i tot compartien els seus aliments amb els aborígens de la regió.
A mesura que van anar arribant més emigrants europeus a Canadà, les celebracions després d'una bona collita es van tornant tradició. Els irlandesos, escocesos i alemanys també s'afegirien els seus costums a les festes. La majoria dels costums nord-americans relacionades amb el dia d'Acció de Gràcies (com el gall dindi o les gallines de Guinea, provinents de Madagascar), es van incorporar quan els lleialistes van començar a escapar dels Estats Units durant la revolució nord-americana i es van establir al Canadà.

### Als Estats Units

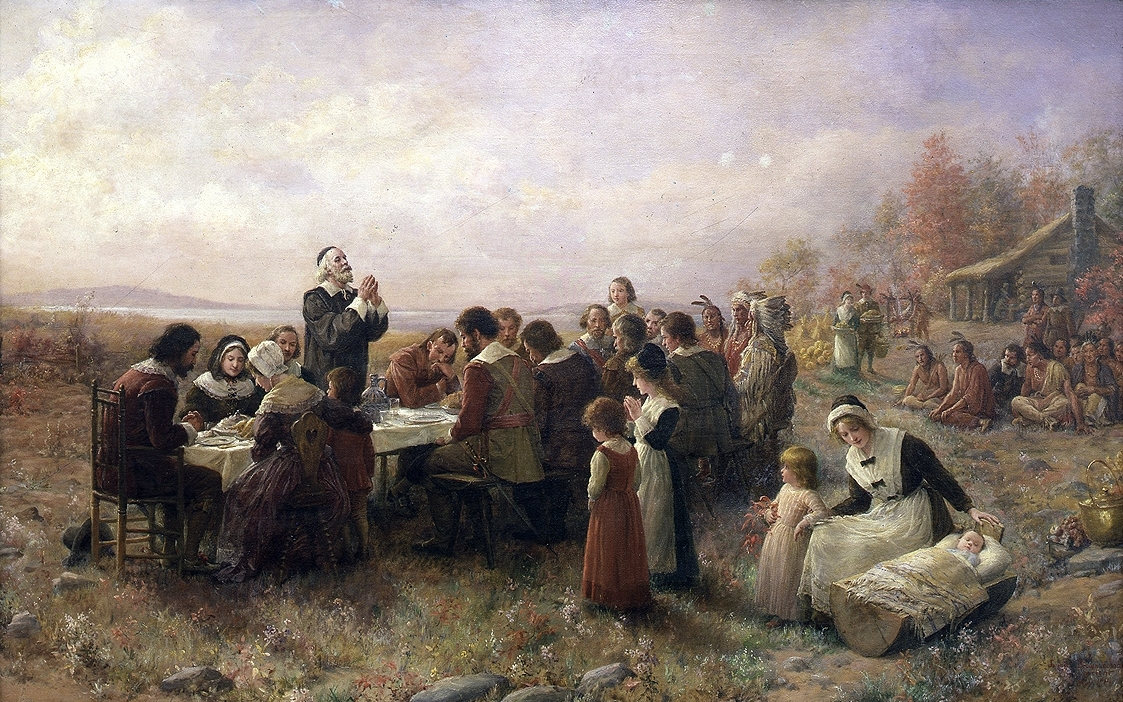
The First Thanksgiving at Plymouth per Jennie A. Brownscombe (1914).

Als Estats Units, la tradició moderna del dia d'Acció de Gràcies té els seus orígens l'any 1621, en una celebració a Plymouth, en l'actual estat de Massachusetts. També hi ha evidències que els exploradors espanyols en Texas van realitzar celebracions al continent amb anterioritat a 1598, i festes d'agraïment a la colònia de Virgínia. La festa el 1621 es va celebrar en agraïment per una bona collita. En els anys posteriors, la tradició va continuar amb els líders civils com ara el governador William Bradford, qui va planejar celebrar el dia i dejunar el 1623.
Atès que al principi la colònia de Plymouth no tenia prou menjar per alimentar la meitat dels 102 colons, els nadius de la tribu Wampanoag van ajudar els pelegrins donant llavors i ensenyant-los a pescar. La pràctica de dur a terme un festival de la collita com aquest no es va tornar una tradició regular a Nova Anglaterra fins al final dels anys 1660.
Segons l'historiador Jeremy Bangs, director del Leiden American Pilgrim Museum, els pelegrins van poder haver-se inspirat en els serveis anuals d'Acció de Gràcies per l'alleujament del setge de Leiden el 1574, quan vivien a Leiden.

#### Controvèrsia sobre l'origen
El lloc on es va dur a terme el primer dia d'Acció de Gràcies als Estats Units, i fins i tot al continent, és un objecte de debat constant. Els escriptors i professors Robyn Gioia i Michael Gannon de la Universitat de Florida han assenyalat que la primera celebració d'aquest dia al que actualment són els Estats Units va ser duta a terme pels espanyols el 8 de setembre de 1565, en el que avui és Saint Augustine, Florida.
Així mateix, diversos historiadors asseguren que la primera celebració del dia d'Acció de Gràcies es va realitzar a Virgínia, i no a Plymouth. Els serveis d'agraïment eren rutinaris en el que es convertiria en la Commonwealth de Virgínia el 1607.

## Tradicions als Estats Units

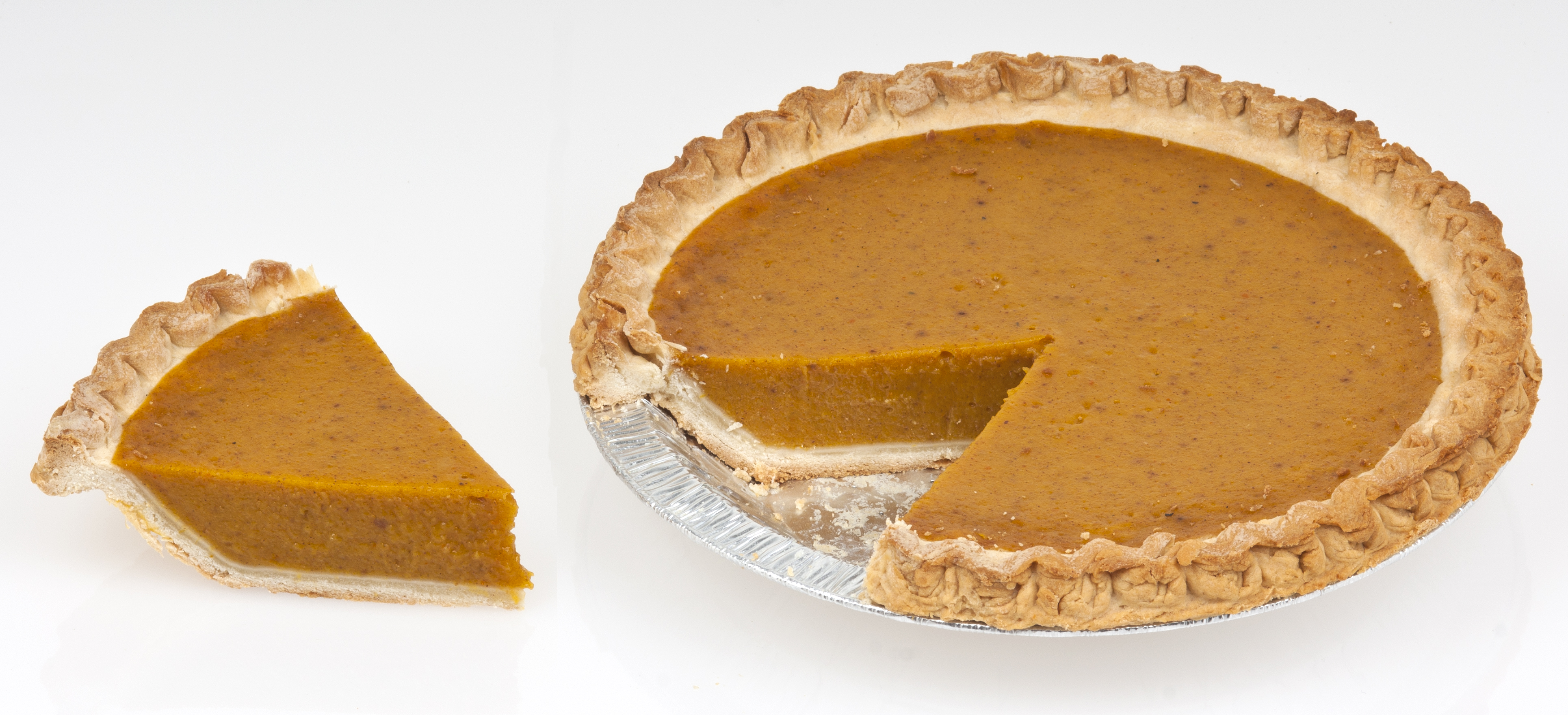
Pastís de carbassa, se serveix durant el sopar d'Acció de Gràcies.

### Sopar familiar
La majoria de persones als Estats Units celebren aquesta festa amb reunions familiars a casa on preparen un banquet. En moltes cases és comú oferir una oració de gràcies. El plat principal tradicional per al sopar és un gran gall dindi rostit o fornejat. Aquest gall dindi tradicionalment va acompanyat amb un farciment fet de pa de blat de moro i sàlvia. Se serveix tradicionalment amb una gelea o salsa de nabius vermells. A més solen servir plats de verdures com les mongetes tendres, el moniato i el puré de patata amb gravy, que és una salsa feta del suc del gall dindi, també sol servir una gran varietat de postres, sent el pastís de carbassa el més popular. També és comú preparar el pastís de nou pacana i el de poma.

### Desfilada a Manhattan
Anualment la cadena de botigues departamentals Macy's realitza una gran desfilada pels carrers de Manhattan, Nova York, que atreu a milions de persones a l'avinguda Broadway per veure els enormes globus gegants i presenciar les actuacions d'artistes convidats.

### Inici de la temporada de compres
La majoria de negocis i oficines estan tancats en aquest dia. Alguns magatzems, centres comercials, restaurants i bars romanen oberts. El divendres següent a la festa és tradicional l'obertura de la temporada de compres nadalenques. Aquest dia es coneix com  Divendres Negre. Magatzems i botigues tots ofereixen preus de rebaixa i molta gent va des de les primeres hores del dia als centres comercials.